# Canal d'Anguilla
Le canal d'Anguilla (anglais : Anguilla Channel) est un détroit de la mer des Caraïbes. Il sépare les îles d'Anguilla (un territoire britannique d'outre-mer) au nord de Saint-Martin (une collectivité d'outre-mer française) au sud.

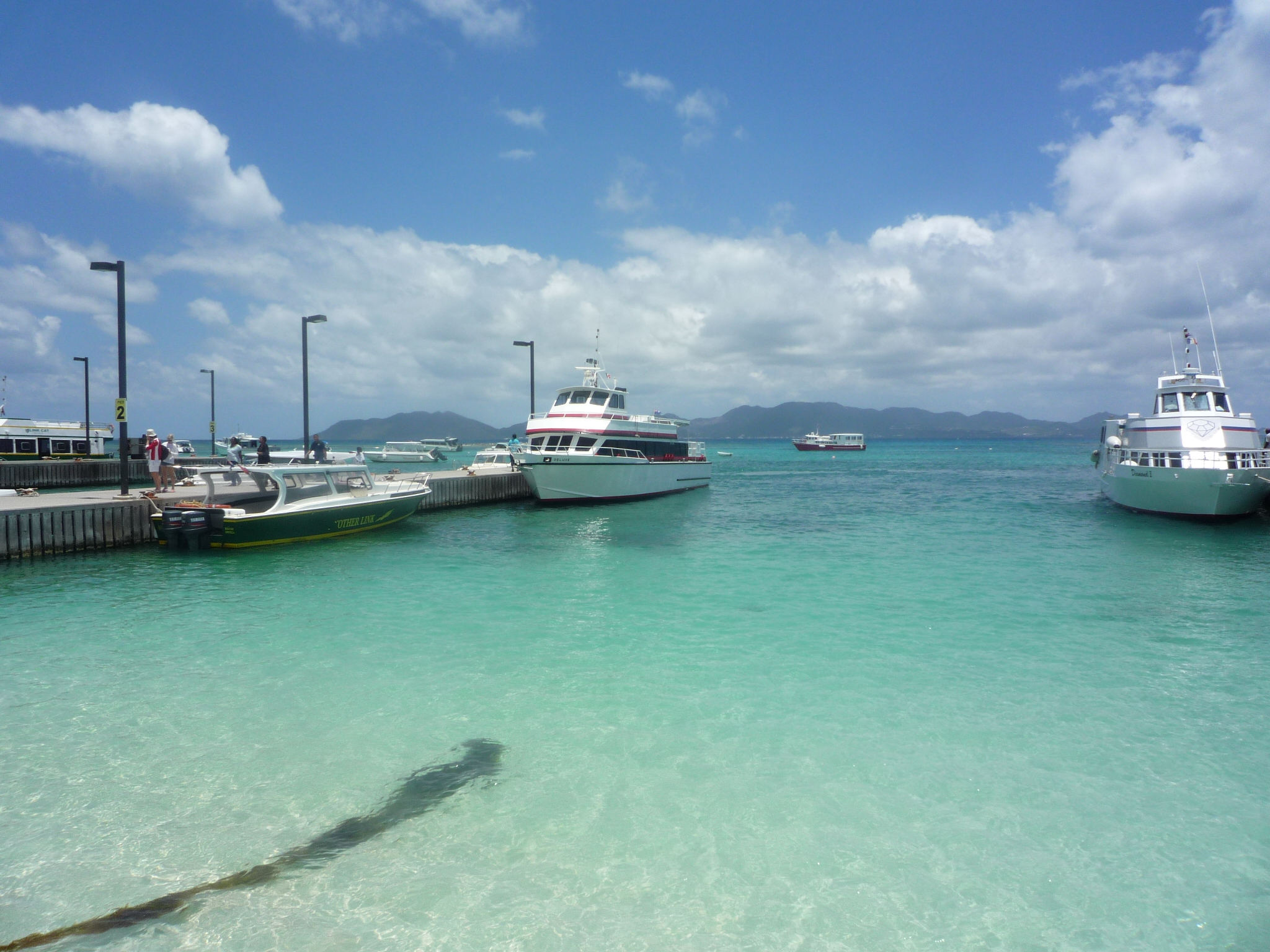
La gare maritime d'Anguilla (Blowing Point)